# Dirades adjutaria
Dirades adjutaria är en fjärilsart som beskrevs av Walker 1861. Dirades adjutaria ingår i släktet Dirades och familjen Uraniidae. Inga underarter finns listade i Catalogue of Life.